# Kerk van Gustav Adolf
De kerk van Gustav Adolf is een kerk in het Zweedse plaatsje Gustav Adolf.
De houten kerk werd voltooid in 1781 en geopend in 1787 door pastoor Magnus Piscator. In het bos, een paar meter ten oosten van de kerk, is een aparte klokkentoren gebouwd. De grote klok is gegoten in 1793 door Olof Kiulander in Örebro.
Ekshärad · Gustav Adolf · Hagfors · Råda · Sunnemo · Uddeholm